# Bamyan (provincie)
Bamyan (Pasjtoe: بامیان, Bāmyān) is een van de 34 provincies van Afghanistan. Het gebied waar de meeste Hazara van het land wonen. De stad Bamyan is de grootste stad en hoofdstad van de provincie.
Belangrijke bezienswaardigheid zijn de Boeddha's van Bamyan en het nationaal park Band-e Amir.

## Bestuurlijke indeling
De provincie Bamyan is onderverdeeld in 7 districten:
- Bamyan
- Kahmard
- Panjab
- Sayghan
- Shibar
- Waras
- Yakawlang

Badakhshān · Bādghīs · Baghlān · Balkh · Bāmyān · Dāykundī · Farāh · Fāryāb · Ghaznī · Ghōr · Helmand · Herāt · Jowzjān · Kābul · Kandahār · Kāpīsā · Khōst · Kunar · Kunduz · Laghmān · Lōgar · Nangarhār · Nīmrōz · Nūristān · Paktiyā · Paktīkā · Panjshayr · Parwān · Samangān · Sar-e Pul · Takhār · Uruzgān · Wardak · Zābul